# Kestenholz
För andra betydelser, se Kestenholz (olika betydelser).
Kestenholz är en ort och kommun i distriktet Gäu i kantonen Solothurn, Schweiz. Kommunen har 1 881 invånare (2023).